# Dilly Duka
Dilaver 'Dilly' Duka (Montville, 15 september 1989) is een Amerikaans voetballer. In 2014 verruilde hij Chicago Fire voor Montreal Impact.

## Clubcarrière
Duka werd in de MLS SuperDraft 2010 als achtste gekozen door Columbus Crew. Hij maakte op 15 augustus 2010 zijn competitiedebuut tegen Real Salt Lake Na twee seizoenen bij Columbus werd hij op 1 februari 2013 naar Chicago Fire gestuurd inruil voor Dominic Oduro. Op 3 maart 2013 maakte hij zijn debuut voor Chicago tegen Los Angeles Galaxy. Op 29 juli 2014 werd hij naar het Canadese Montreal Impact gestuurd inruil voor Sanna Nyassi.

## Interlandcarrière
Duka speelde in 2009 alle drie de wedstrijden voor de Verenigde Staten op het WK voetbal voor spelers onder de 20 in Egypte.